# Kokory
Kokory (en allemand : Kokor) est une commune du district de Přerov, dans la région d'Olomouc, en République tchèque. Sa population s'élevait à 1 153 habitants en 2020.

## Géographie
Kokory est arrosée par la rivière Olešnice, un affluent de la Morava, et se trouve à 7 km au nord-ouest de Přerov, à 14,2 km au sud-est d'Olomouc et à 222 km à l'est-sud-est de Prague.
La commune est limitée par Čelechovice, Suchonice et Nelešovice au nord, par Lhotka et Přerov à l'est, par Rokytnice au sud, et par Brodek u Přerova au sud-ouest, par Majetín à l'ouest.

## Histoire
La première mention écrite de la localité date de 1279.

## Transports
Kokory se trouve à 8,7 km de Přerov, à 16 km d'Olomouc et à 277 km de Prague.